# Comportamiento epidéitico
La hipótesis de un comportamiento epidéitico entre los animales sugiere que cuando éstos se reúnen en grandes multitudes (bandadas, cardúmenes, rebaños, enjambres, etc.) lo hacen con la intención, aunque sea inconsciente, de facilitar a todos los individuos un censo actual del número de ejemplares totales, para de ese modo, poder regular su próxima natalidad, y evitar tanto sub como superpoblaciones.
Esta hipótesis fue desarrollada por el zoólogo Wynne-Edwards en su libro Animal Dispersion in Relation to Social Behavior de 1962, y es parte de su Teoría de la Selección Grupal.
En ella se propone que cuando las enormes bandadas de estorninos se juntan al atardecer, o cuando los jejenes danzan en masa alrededor de un pilar, lo hacen con la intención de hacer un censo de su población, y aunque no sean conscientes de ello, de un modo automático, nervioso u hormonal la percepción de su densidad de población se relacionará directamente con su sistema reproductor, de tal modo que en caso de existir, por ejemplo, una superpoblación, los índices de natalidad disminuirán drásticamente para acercarse al nivel óptimo de población y evitar un colapso por sobreexplotación de recursos.
Esta hipótesis ha sido criticada por George C. Williams (1966) en Adaptation and Natural Selection, por Maynard Smith (1975) en The Theory of Evolution, y por Richard Dawkins (1976) en The Selfish Gene. 
Este último le otorga la razón en cuanto a un auto-regulamiento de la natalidad en función de una población dada, pero, la justifica mediante su Teoría del Gen Egoísta, y aunque reconoce que ésta es compatible con comportamientos epidéiticos, sostiene que no existen evidencias directas que muestren que las agregaciones animales sean o tengan comportamientos epidéiticos.